# Víctor Mesa
Artikeln följer den spanska namnseden; faderns efternamn är Mesa och moderns efternamn Martínez.
Víctor Mesa Martínez, född den 20 februari 1960 i Sagua la Grande, är en kubansk före detta basebollspelare som tog guld för Kuba vid olympiska sommarspelen 1992 i Barcelona.